# James Philip

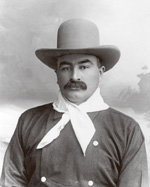
James „Scotty“ Philip

Bisonjagd – Bisons liegen tot im Schnee (1872)

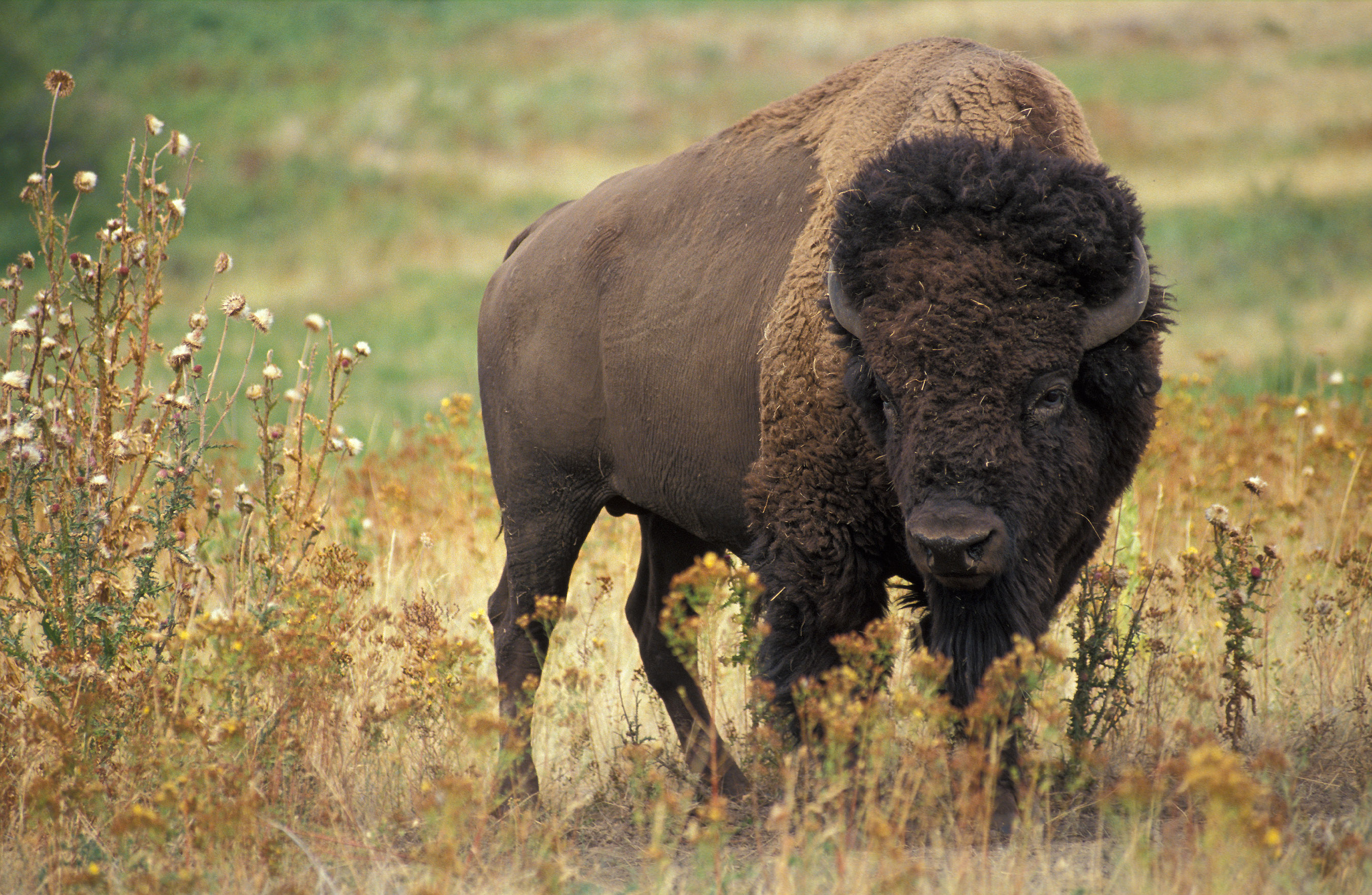
Amerikanischer Bison

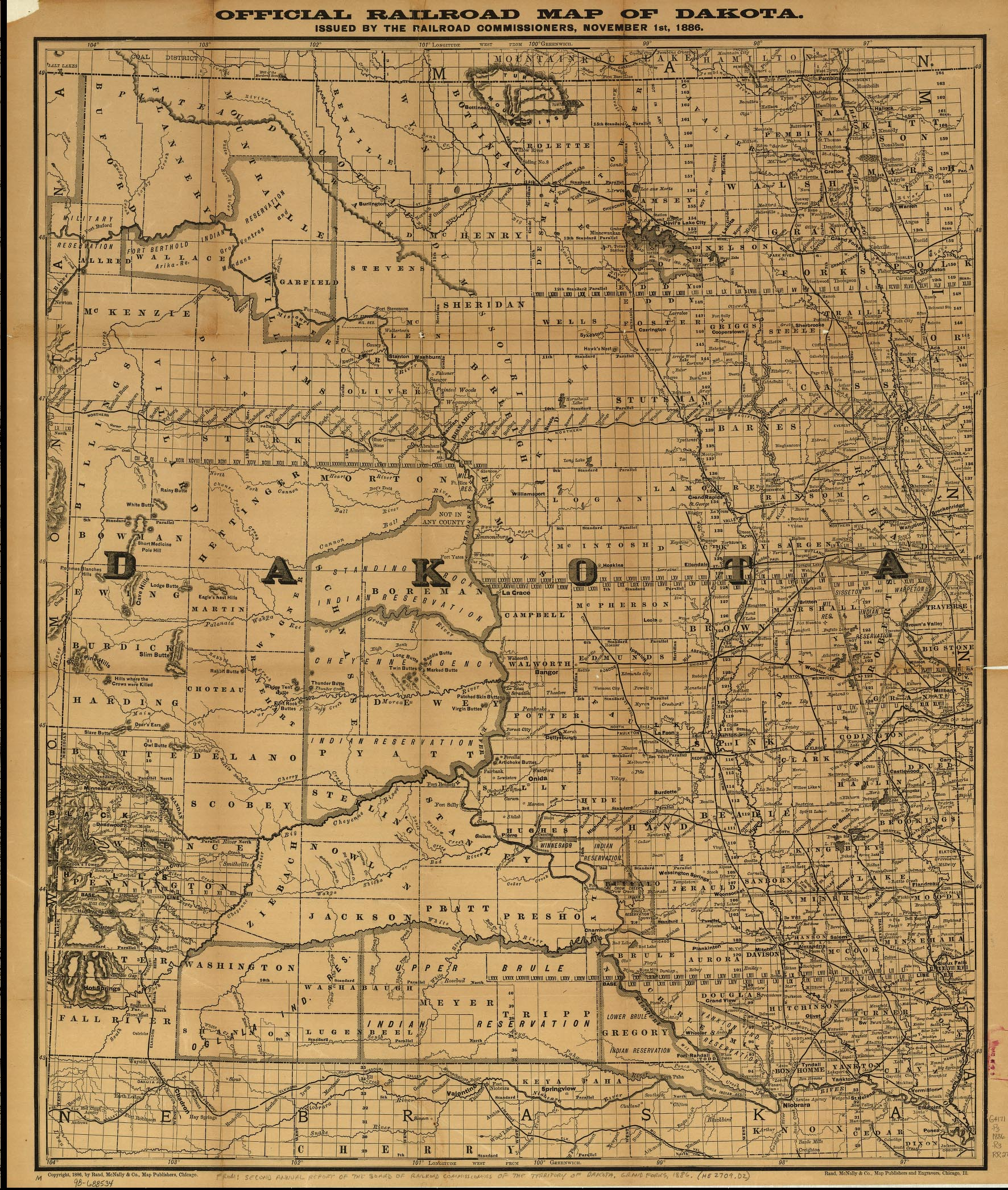
Historische Karte mit den Gebieten, wo James Philip wirkte. Links unten befindet sich Fort Robinson in Nebraska

James „Scotty“ Philip (* 30. April 1858 in Dallas, Morayshire, Schottland; † 23. Juli 1912 in Philip, South Dakota) war ein amerikanischer Rancher, Transportunternehmer und Politiker. Nach ihm ist die Ortschaft Philip benannt, der Sitz der Verwaltung von Haakon County in South Dakota, die er als Poststation gegründet hat. Scotty Philip gilt als der Mann, der den Amerikanischen Bison vor dem Aussterben bewahrt hat.

## Leben
Scotty Philip wurde 1858 auf dem Gutshof Auchness in der Nähe von Dallas, Grafschaft Morayshire, in den Schottischen Highlands geboren. Schon als Kind faszinierten ihn Geschichten über den Wilden Westen. Mit nur 15 Jahren wanderte er nach Amerika aus, zu seinem älteren Bruder George in Victoria, Kansas. Aber das Leben auf der Farm seines Bruders, die langen Arbeitszeiten und die fehlende Abwechslung behagten dem jungen Scotty nicht. Als die illegale Expedition von George Armstrong Custer 1874 in den Black Hills Gold gefunden hatte, war der junge Schotte nicht mehr zu halten. Er zog nach Cheyenne, Wyoming, ein Gebiet, das nach dem Vertrag von Fort Laramie 1868 den Ureinwohnern als Jagdgebiet zugesprochen worden war, solange es genügend Bisons zum Jagen gab. Dieser fatale Vertragstext führte dazu, dass weiße Abenteurer, Siedler und kriminelle Elemente erbarmungslos Jagd auf die mächtigen Tiere machten, die die Lebensgrundlage der Indianer bildeten. Scotty selbst war von dem Massaker zutiefst erschüttert.
In Cheyenne versammelte sich eine große Gruppe von Goldsuchern, die in den Black Hills ihr Glück versuchen wollten. Doch nach dem Vertrag von Fort Laramie gehörten Teile des Gebietes zur Great Sioux Reservation und waren damit tabu für Weiße. Die Black Hills galten und gelten den Lakota-Sioux als heilige Berge. Durch Armeepräsenz versuchte die Bundesregierung, die Goldsucher vom Betreten des Gebiets abzuhalten. Scotty arbeitete als Ranchhelfer, um genug Geld anzusparen, um mit anderen Glücksrittern eine Goldgräber-Expedition in die Black Hills zu wagen. Doch die Gruppe hatte kein Glück. Die US-Armee entdeckte sie und verwies sie mehrmals aus dem Gebiet. Auch fand Scotty kein Gold.
Er hatte genug von der Goldsuche und überlegte sich, wie er auf eine andere Weise reich werden könnte. Er versuchte daraufhin sein Glück in Fort Laramie, Wyoming. Dort arbeitete er für kurze Zeit als Kutscher für die Regierung. Danach zog es ihn nach Fort Robinson im nordwestlichen Nebraska, um dort für die US-Armee als Kurier zu arbeiten. Auch arbeitete er als Cowboy für einen der ersten Rinder-Züchter in der Gegend. Er sammelte Heu für die US-Armee in Fort Robinson, deren Präsenz dort anwuchs. Er kaufte Arbeitsgeräte und belieferte im Winter 1877 den Posten. Am Crow Butte, 8 Meilen von Fort Robinson entfernt, errichtete er seine erste Ranch. Mit dem gesparten Geld erwarb er eine eigene Rinderherde, Pferde und seinen eigenen Transportwagen. Er beschloss, selber Rinder zu züchten.
In Fort Robinson traf er auch Sarah Laribee, die er 1879 heiratete. Sarah war die Tochter von Joe Laribee, seinem nächsten Nachbarn in Crow Butte, einem Franzosen, der mit einer Cheyenne verheiratet war. Nach seiner Heirat zog er nach Clay Creek im heutigen Stanley County, South Dakota, wo er eine Ranch und ein Transportunternehmen aufbaute. Er organisierte Fracht von Nebraska in die Black Hills. Durch das Fracht-Geschäft wurde er wohlhabend. 1881 verlegte er seine Aktivitäten nach Grindstone Creek, in der Nähe des heutigen Philip. Dort gründete er mit seinem Nachbarn Dan Powell eine Post-Station, die später in das nach ihm benannten Philip verlegt wurde. Damals gehörte das ganze Gebiet noch zur Great Sioux Reservation. Da Scotty aber mit einer Indianerin verheiratet war, konnte er seine Rinderzucht ungehindert betreiben. Er pachtete 169.000 Acre (685 km²) der Lower Brule Reservation vom Bureau of Indian Affairs für einen Preis von 3,5 Cent pro Acre. Seine Rinderherde umfasste circa 40.000 Tiere und wurde von 65 Cowboys betreut.
Scotty lernte Pete Dupree kennen, der es geschafft hatte, bei der letzten großen Bisonjagd 1881 fünf Kälber vor der Vernichtung zu retten. Nach dessen Tod kaufte er die Herde von dessen Schwiegersohn Doug Carlin für 10.000 Dollar. Er und seine Helfer errichteten ein 65 km² großes, umzäuntes, spezielles Gehege auf seiner Ranch in der Nähe von Fort Pierre für die damals circa 50 Tiere zählende Herde. Ein paar Jahre später bestand die Herde aus 1.000 Tieren, die er entlang des Missouri auf einem von der Regierung gepachteten Gelände grasen ließ. Dies war vielleicht die erste Touristenattraktion in South Dakota. Aus Booten heraus konnten Besucher die Büffel beobachten. Es war die größte verbliebene Herde von Bisons, die von verschiedenen Nationalparks als Grundlage für den Aufbau eigener Bestände verwendet wurde. Ohne die Bemühungen von Scotty wäre der Bison wahrscheinlich ausgestorben.
1898 wurde er für die Demokratische Partei in den Senat von South Dakota gewählt. 1911 starb Scotty Philip unerwartet an einem Schlaganfall. Inzwischen war er im ganzen Wilden Westen als der Retter des Bisons bekannt. Zu seiner Beerdigung kamen viele Menschen. Ein Sonderzug beförderte Hunderte von Trauernden zu seiner Beerdigung nach Philip.
2011, 100 Jahre nach seinem Tod, drehte der Dokumentar-Filmer Justin Koehler einen 60-minütigen Film über das Leben von Scotty Philip mit dem Titel „The Buffalo King“.